# ヤマタケ (名古屋市の企業)
黒豆茶総本家　ヤマタケは愛知県名古屋市守山区に本社を置く黒豆茶の製造及び販売を行う企業である。全国麦茶工業協同組合所属。

## 概要
日本で初めて黒豆茶を開発し、特許を取得した企業である。創業当初は米麹や味噌、麦茶を製造していたが、2代目社長の稲垣洋が麦茶の焙煎技術を利用して黒豆茶開発を行った。黒豆の一大産地である丹波篠山産の黒豆を使った黒豆茶を開発するなど，特産品の活用も行っている。

### 屋号の由来
屋号の由来は濃尾平野から望める自然豊かな山々の「山」と、創業者の名前である稲垣武敏の「武」からそれぞれ一文字取り「山武」とした。

## 沿革[1]
- 1948年　稲垣武敏（初代）によって山武 創業。米麹醸造開始
- 1952年　工場移転拡張、味噌醸造開始。豆粒の形を多少残すタイプの田舎味噌（赤みそ）
- 1968年　麦茶製造開始
- 1975年　稲垣洋 代表就任（2代目）。屋号を「山武」から「ヤマタケ」に変更
- 1983年　工場建替拡張、麦茶ロースターを刷新。生協（コープ）との取引開始
- 1998年　黒豆茶開発
- 2000年　黒豆茶特許取得、丹波ささやま農協と共同企画黒豆茶開発。北海道から沖縄まで全都道府県へ流通を拡大
- 2001年　工場拡張
- 2003年　米麹醸造・味噌醸造・麦茶製造を終了し、黒豆茶製造に特化
- 2004年　工場内施設・設備を刷新
- 2005年　テクノヒル名古屋内に第2工場建設
- 2008年　あずき茶開発、黒の五穀茶開発（2015年終売）
- 2015年　稲垣直樹（3代目）、代表就任
- 2016年　黒豆茶業界初のテレビCM

## 事業所
本社・名古屋工場
- 住所:愛知県名古屋市守山区花咲台2-1101
- 交通アクセス:東名高速道路　守山スマートインターチェンジから車で5分

名二環　松河戸ICから車で15分、小幡ICから車で10分
春日井工場

## 広報活動

### テレビCM
黒豆茶製造業では初となるテレビCMを行っていた。

#### 過去提供番組[3]
- 東海テレニュース(東海テレビ、提供期間2016年~)

毎週火曜日 20:54-21:00の放送で「黒豆茶総本家ヤマタケの提供でお送りします。」のアナウンスと静止画像のみの提供。
- スイッチ!(東海テレビ、提供期間2016年~)
- さくらの親子丼(東海テレビ・フジテレビ系列)

### ブログ
webサイトでは、黒豆茶の効能やスタッフや顧客の感想を載せた新聞様のニュースレター「花咲新聞」をおよそ毎月発行している。